# روبرتو براون
روبرتو براون (بالإيطالية: Roberto Bruno)‏ (9 أغسطس 1963 تورينو إيطاليا - 9 يوليو 2003 بيرغامو إيطاليا) هو لاعب كرة قدم إيطالي سابق كان يلعب كمدافع.